# Achille Jean-Louis Assailly
Achille Jean-Louis Assailly est un brossier et communard français né le 18 septembre 1837 à Niort.

## Biographie
Fils de Jean Assailly, tanneur, et de Jeanne Brunet. Achille Assailly fut pendant la Commune de Paris sous-lieutenant dans les troupes fédérées.
Le 4 novembre 1871, le 10e conseil de guerre le condamna à la déportation simple; il fut débarqué à Nouméa le 2 novembre 1872 , puis amnistié en 1879 et ramené par le Calvados.